# In Their Own Sweet Way (Art Farmer e Eddie Costa)
In Their Own Sweet Way è un album di Art Farmer e Eddie Costa, pubblicato dalla Premier Records nel 1962. Il disco era già stato precedentemente pubblicato nel 1957 (Mode Records, LP-118) e 1959 (Interlude Records, ST-1008) a nome di Eddie Costa Quintet. I brani dell'album furono registrati il 13 luglio del 1957 a New York.

## Tracce
Lato A
1. Get Out of the Road – 4:50 (Phil Woods)
2. In Your Own Sweet Way – 4:32 (Dave Brubeck)
3. Big Ben – 5:00 (Phil Woods)

Lato B
1. Nature Boy – 4:07 (Eden Ahbez)
2. Blues plus Eight – 4:07 (Eddie Costa)
3. I Didn't Know What Times It Was – 4:34 (Richard Rodgers, Lorenz Hart)
4. Stretch in F – 3:20 (Art Farmer)

## Musicisti
- Art Farmer - tromba
- Eddie Costa - pianoforte, vibrafono
- Phil Woods - sassofono alto
- Teddy Kotick - contrabbasso
- Paul Motian - batteria